# Battlefield: Bad Company 2
Battlefield: Bad Company 2 ist ein von Digital Illusions CE entwickelter Ego-Shooter, der im März 2010 von Electronic Arts für Windows, PlayStation 3 und Xbox 360 veröffentlicht wurde. Im Dezember 2010 erschien zudem eine Variante für iOS. Das Spiel ist Teil des Battlefield-Franchises und der direkte Nachfolger von Battlefield: Bad Company.
Das Spiel bietet eine etwa sechs bis acht Stunden lange Einzelspieler-Kampagne, das Hauptaugenmerk des Spieles liegt jedoch, wie bei allen Battlefield-Spielen, auf den Multiplayer-Onlinegefechten.
Als Hintergrund der Einzelspieler-Handlung und der Mehrspieler-Gefechte dient ein (nicht-nuklearer) Krieg zwischen den Vereinigten Staaten und Russland. Im Einzelspieler-Teil steuert der Spieler einen Soldaten einer Kommandoeinheit, die während dieses Krieges einer Japanischen Superwaffe auf der Spur ist.

## Spielprinzip

### Allgemein
Sowohl im Einzelspieler- als auch Mehrspieler-Teil des Spiels übernimmt der Spieler die Steuerung eines Soldaten. Dieser wird auf dem PC mit Tastatur und Maus, auf Spielkonsolen über ein Gamepad gesteuert. Meist bewegt sich die Spielfigur zu Fuß durch die Umgebung, es stehen jedoch (im Einzelspieler-Teil nur an ausgewählten Stellen) auch Fahrzeuge, Boote und Hubschrauber zur Verfügung, in denen der Spieler hinter dem Steuer oder dem Bordgeschütz Platz nehmen kann.
Das je nach Einstellung eingeblendete Head-up-Display bietet nur wenige Anzeigen. Optional können eine kleine Karte, welche die Teamkameraden, gesichtete Gegner, Munition, Waffen und das nächste Ziel zeigt, sowie weitere kleine Anzeigen, welche die verwendete Waffe sowie verbleibende Munition und Granaten zeigen, eingeblendet werden. Eine Gesundheits- bzw. Schadensanzeige gibt es nicht. Wird der Spieler getroffen, färbt sich der Rand des Sichtfeldes rot und die Wahrnehmung der Spielfigur nimmt ab. Dies äußert sich in der Verkleinerung des Sichtfeldes und auch die Umgebungsgeräusche werden nur noch gedämpft abgespielt. Wird der Spieler einige Zeit lang nicht mehr getroffen, erholt sich die Spielfigur schnell wieder und kehrt zum Normalzustand zurück. Zudem erscheint kein Blut, wenn der Gegner abgeschossen wird.
Die Spielfigur kann zwei Waffen tragen, hinzu kommen Granaten und Sprengstoff. Zur Auswahl steht eine Vielzahl von unterschiedlichen Waffen, von Maschinenpistolen und Repetierflinten bis zu Scharfschützengewehren und Raketenwerfern. Die meisten Waffen besitzen einen alternativen Zielmodus, mit dem der Spieler an sein Ziel heranzoomen kann, hierdurch jedoch in seiner Bewegung eingeschränkt wird. Einige Waffen besitzen außerdem einen Unterlauf-Granatwerfer.
Sehr große Teile der Spielumgebung sind, wie bereits im Vorgängerspiel, durch Waffeneinwirkung zerstörbar. So können Häuser, Schutzwände und Bäume durch starke Waffen beschädigt und zerstört werden. Diese Veränderung der Spielumgebung zwingt den Spieler, seine Spieltaktiken entsprechend anzupassen, da er im Gegensatz zu früheren Spielen auch in Deckung hinter Wänden nicht lange vor gegnerischem Waffenfeuer sicher ist. An verschiedenen Stellen wurden Treibstofffässer und -tanks von den Entwicklern platziert. Die Explosion dieser Behälter beschädigt oft nahestehende Gebäude und reißt Löcher hinein. Sie können auch genutzt werden, um nahe Gegner zu verletzen oder zu töten.
Im Spiel werden teilweise realistische Waffen mit fiktiven Namen verwendet. Einige Webseiten haben sich komplett auf diese Thematik spezialisiert. Diese Webseiten vergleichen die Waffennamen aus dem Spiel mit denen aus der Realität.

### Einzelspieler
Im Spiel übernimmt der Spieler, wie im Vorgänger, die Rolle des Soldaten Preston Marlowe, eines von vier Mitgliedern der B-Company, genannt Bad Company.
Die Level des Spieles sind linear und schlauchartig aufgebaut, es gibt keine alternativen Pfade zum Levelende. Lediglich in einem Level namens „Sangre del Toro“ erhält der Spieler eine größere Freiheit, da er sich die drei zur Auswahl stehenden Ziele des Levels, die räumlich weit auseinander liegen, in beliebiger Reihenfolge vornehmen kann. Die einzelnen Level werden vorwiegend zu Fuß durchquert, zuweilen übernimmt man aber auch das Steuer oder ein Bordgeschütz eines Fahrzeugs oder Bootes. In der Mission „Heavy Metal“ steuert der Spieler jedoch größtenteils Fahrzeuge. Anfangs steuert der Spieler den schweren Kampfpanzer M1A1 Abrams, später übernimmt man eine UAV-Drohne. Erst gegen Ende der Mission ist der Spieler zu Fuß unterwegs.
Die drei vom Spiel gesteuerten Teamkameraden befinden sich stets in der Nähe des Spielers. Sie greifen selbständig Ziele an, warten jedoch stets an vorbestimmten Schlüsselstellen auf Aktionen des Spielers, bevor sie weiter vorrücken. Die Teamkameraden können keinen Schaden nehmen und sterben daher nicht. Sie gehen aber bei Beschuss in Deckung und fallen bei Granaten- oder Raketenbeschuss um. Sie können allerdings Gegner verwunden und töten. Um den Spielspaß nicht zu ruinieren, treffen sie jedoch sehr schlecht und verursachen nur sehr geringen Schaden.
Anfangs steht dem Spieler nur eine begrenzte, vorgegebene Auswahl an Waffen zur Verfügung, er kann jedoch Waffen getöteter Gegner aufnehmen und verwenden. Oft werden auch die verwendeten Waffen in das nächste Level übernommen. Zusätzlich finden sich regelmäßig Versorgungscontainer, an denen der Spieler sich aus den bis dato gefundenen Waffen zwei frei auswählen kann. So vergrößern sich die Handlungsmöglichkeiten des Spielers, da je nach Waffe und Situation andere Taktiken erforderlich sind. Entscheidet sich der Spieler beispielsweise für einen Raketenwerfer, kann er feindliche Fahrzeuge leicht ausschalten. Ohne diese Waffe muss er alternative Lösungen finden, wie etwa die Explosion eines nahe dem Fahrzeug stehenden Treibstofftanks. Oft finden sich jedoch auch für die Situation benötigte Waffen in der Nähe.
Das Spiel bietet mehrere verschiedene Spielumgebungen. So kämpft sich die Spielfigur durch dichten Dschungel mit Holzhütten-Siedlungen, südamerikanische Wüsten, die eisige zugeschneite Gebirgsregion der Anden und südamerikanische Städte mit Wohnhäusern, Wellblechhütten und Industrie-Komplexen.

### Mehrspieler
Im Mehrspieler-Teil stehen fünf verschiedene Spielmodi zur Auswahl:
- Rush: Der Rush-Modus ist der Schwerpunkt des Mehrspielerteils des Spieles. Hierin muss das angreifende Team Kommunikationsanlagen (M-Com) zerstören, während die Verteidiger sie daran hindern müssen. Die Angreifer haben ein limitiertes Kontingent an Respawn-Tickets, bei Reanimation wird kein Ticket verloren. Solange dieses Kontingent nicht aufgebraucht ist, können getötete Spieler wieder ins Spiel einsteigen. Die Spieler des verteidigenden Teams können jedoch ohne Limit neu einsteigen. Haben die Angreifer alle Anlagen zerstört, gewinnen sie die Runde. Haben sie dagegen alle Tickets aufgebraucht, gewinnen die Verteidiger.
- Eroberung: Dies ist der klassische Battlefield-Modus. Wie schon bei Battlefield 2 wird hier um die Kontrolle von Flaggenpunkten gekämpft, die zusätzlich die Respawn-Punkte mindert. Je mehr Flaggenpunkte ein Team kontrolliert, desto schneller verliert der Feind an Punkten.
- Squad Rush: Eine Abwandlung des Rush-Modus, in dem zwei Teams, bestehend aus jeweils einem Vierersquad, um eine Kommunikationsanlage kämpfen.
- Squad Deathmatch: Hier kämpfen bis zu vier Teams, bestehend aus zwei oder vier Spielern, gegeneinander um einen Punktsieg.
- Onslaught: In diesem kooperativen Modus gilt es, einige Ziele zu erreichen. Das Team besteht aus vier Spielern, die Gegner sind vom Computer gesteuert. Das Pack muss man sich kostenpflichtig im EA Store, Xbox Live oder im PlayStation Store herunterladen.

Der Spieler wählt eine von vier Klassen aus, die sich in Bewaffnung, Ausrüstung und Fähigkeiten unterscheiden. Der Recon-Soldat ist mit einem Scharfschützengewehr und Mörser-Zielgerät oder C4-Sprengstoff ausgerüstet, des Weiteren verfügt er über einen sogenannten „Motion Sensor“, der wie eine Granate geworfen wird und in einem Radius von 25 Metern feindliche Soldaten anzeigt. Der Sanitäter verfügt über ein leichtes Maschinengewehr und kann Teamkameraden heilen und reanimieren. Die Assault-Klasse besitzt Sturmgewehre mit einem Unterlauf-Granatwerfer und kann Munitionskisten verteilen. Anstatt des Granatenwerfers kann auch eine Schrotflinte oder ein Rauchgranatenwerfer an das Gewehr gebaut werden. Falls eine Schrotflinte ausgewählt wird, steht der Assault-Klasse C4 zur Verfügung. Der Engineer ist mit einer Maschinenpistole und einer Panzerfaust/Panzerabwehrmine bewaffnet und kann beschädigte Fahrzeuge reparieren. Des Weiteren gibt es diverse Waffen wie Schrotflinten oder Gewehre, die in jeder dieser Klassen anstatt der Primärwaffe verwendet werden können.
Die Spieler starten nur mit einer Grundausrüstung, andere Ausrüstungsgegenstände müssen mit Erfahrungspunkten freigeschaltet werden. Diese erhält man für viele Aktionen wie etwa das Erobern einer Flagge oder das Töten von Gegnern. Der Mehrspieler-Modus nutzt PunkBuster zur Bekämpfung von Cheatern.
Der Mehrspieler-Teil ist nur online nutzbar – es gibt keine LAN-Unterstützung. Es können auch keine eigenen 'dedicated-Server' erstellt werden, sondern müssen für eine monatliche Gebühr angemietet werden.
Für das Spiel erschienen bisher sieben Map-Packs (1. Dezember 2010), die Spieler mit einem VIP-Code kostenlos herunterladen können. Der VIP-Code liegt jeder neuen Spielepackung bei. Map-Packs werden automatisch als Update heruntergeladen und sind kostenfrei. Dieser VIP-Code soll der Anfang der Bekämpfung von gebrauchten Versionen des Spiels sein. Falls man sich dennoch für die gebrauchte Version des Spiels entscheidet und den Multiplayer mit den neuen Karten spielen möchte, kann auch für etwa 15 Euro der VIP-Zugang auf dem Xbox Live Marktplatz, im PlayStation Store oder im EA Store erstanden werden.
Bad Company 2 verfügt auch über verschiedene Zusatzinhalte, wie zum Beispiel den neuen „OnSlaught-Modus“ (auf Deutsch „Attacke“-Modus), in dem auf überarbeiteten Versionen der Karten Valparaiso, Atacama Desert, Isla Inocentes oder Nelson Bay im Koop-Modus mit bis zu vier Spielern KI-Gegner bekämpft und Kontrollpunkte eingenommen und gehalten werden müssen. Der OnSlaught-Modus kann auf verschiedenen Schwierigkeitsstufen gespielt werden und für 4,99 Euro, das entspricht ca. 420 Microsoft Points, heruntergeladen werden. Der Modus ist nur für Konsolen erhältlich und wird für die PC-Version nicht mehr umgesetzt.

### Vietnam
Der Downloadable Content (DLC) Battlefield Bad Company 2: Vietnam spielt in der Zeit des Vietnamkriegs, genauer im Jahr 1969. Die Erweiterung ist ausschließlich online spielbar, die Story wird nicht fortgeführt. Insgesamt wurden 15 neue Waffen hinzugefügt, wie beispielsweise das Sturmgewehr AK-47 oder ein Flammenwerfer, hier M2 genannt. Auch sechs neue Fahrzeuge wurden ergänzt, darunter der Mehrzweckhubschrauber Bell UH-1 „Huey“. Das Flugverhalten wurde hierbei vereinfacht, so dass auch Anfänger mit einem Helikopter fliegen können.
Auf fünf neuen Maps kämpft die United States Army gegen die Nordvietnamische Volksarmee (NVA). Dabei gibt es Maps mit wenigen Fahrzeugen, ohne Fahrzeuge, und mit vielen Fahrzeugen. Dabei wurde darauf geachtet, dass erkenntlich wird, dass man sich im Regenwald befindet, allerdings sollte die Spieldynamik nicht negativ beeinflusst werden. Nach wie vor kann man einen Großteil der Umgebung zerstören. Einstürzende Häuser gibt es diesmal in dem Sinne allerdings nicht, da die Vietnamesischen Häuser in dem Add-on kein stabiles Grundgerüst haben. Man kann lediglich die Wände zerstören. Wachtürme, die es nur auf amerikanischer Seite gibt, stürzen nach wie vor in sich zusammen, falls sie von einem schweren Geschütz getroffen werden.
Das Sound-System wurde ebenfalls überarbeitet und bekannte Lieder aus den 60er und 70er Jahren wurden eingefügt. Die bisherigen Meldungen der US-Armee und der Vietcong wurden durch Durchsagen des realen Funkverkehrs ersetzt. Auch der Sound der Waffen und Fahrzeuge wurde real eingesetzt.

## Handlung
1944: Die Handlung beginnt im Zweiten Weltkrieg. Im Zuge der Operation Aurora landet ein amerikanisches Kommandoteam auf einer von Japan besetzten Pazifik-Insel. Ihr Ziel ist es, einem japanischen Wissenschaftler, der an einer Superwaffe mitarbeitet, die Flucht in die USA zu ermöglichen. Obwohl sie schnell entdeckt werden, gelingt es ihnen, den Forscher zu befreien. Es gelingt ihnen das amerikanische U-Boot zu erreichen und von der Insel zu fliehen. Bevor sie jedoch weit kommen, wird die Superwaffe der Japaner auf der Insel gezündet. Eine darauf folgende Flutwelle trifft das U-Boot und spült die Soldaten ins Meer.
Gegenwart: Die USA befinden sich im Krieg mit Russland. Die russische Armee hat bereits Osteuropa erobert. Die B-Company, genannt Bad Company, bestehend aus den vier Soldaten Marlowe, „Hags“ Haggard, „Sweets“ Sweetwater und „Sarge“ Redford, operiert vor allem hinter feindlichen Linien. Während eines Einsatzes im von Russland eroberten Alaska gelingt es ihnen nicht, einen amerikanischen Spion zu beschützen, er wird vor ihren Augen von einem russischen Kommandanten getötet. Der Kommandant entkommt, es gelingt ihnen jedoch einen Truck mit dem gesuchten Frachtgut zu ergattern und trotz heftiger russischer Gegenwehr zu entkommen. Ihr kommandierender Offizier, Braidwood, schickt sie daraufhin mit Daten über diese Fracht zu einem CIA-Experten namens Aguire nach Bolivien, damit dieser die Daten auswerten kann. Der pazifistische Hubschrauber-Pilot Flynn setzt sie im bolivianischen Dschungel ab, wo die B-Company feststellt, dass Aguire von russischen Soldaten entführt wurde. Im dichten Dschungel spüren sie die Entführer auf und befreien Aguire. Dieser bestätigt die Vermutung, dass es sich um eine russische Superwaffe handelt. Jedoch sind seine Daten darüber, die man über einen heimlich gehackten Kommunikationssatelliten erhalten hatte, gestohlen worden. Die einzigen Kopien der Daten befinden sich auf dem Datenserver des Satelliten. Deshalb dringt die B-Company mit Hilfe von Flynn in das Satelliten-Kontrollzentrum hoch oben in den Anden ein und bringt den Satelliten zum Absturz. Auch die Russen versuchen, den abgestürzten Satelliten an sich zu bringen, die B-Company kann die Stellung jedoch verteidigen und die Daten bergen.
Die Daten der Waffe, die Sweetwater als Skalarwaffe identifiziert, werden an Aguire übergeben. Von diesem erfahren die Soldaten, dass Kirilenko (der russische Kommandant, den sie zuvor entkommen lassen mussten) der Kopf des Projektes ist. Eigenmächtig entscheidet das Team, den Mann selbst aufzuspüren. In Chile gelingt es ihnen während eines US-Angriffs auf ein Dorf, den Russen gefangen zu nehmen. Sie erfahren, dass der letzte Teil der unfertigen Waffe auf dem Schiff Sangre del Toro zu finden ist, bevor Kirilenko inmitten der US-Bombardierung des brennenden Dorfes die Flucht gelingt. Das Schiffswrack liegt aus unbekannten Gründen im Sand der Atacama-Wüste, wohin das Team sofort aufbricht. Im Wrack findet Marlowe einen alten Behälter mit einem Gemisch – der letzte Teil der Skalarwaffe. Im Schiff findet Marlowe außerdem einen Bericht über den damaligen Einsatz auf der Pazifik-Insel, laut dem die amerikanische Führung damals von der Existenz der Skalarwaffe wusste und die Männer absichtlich dorthin in den Tod schickte.
Auf dem Rückweg zu Aguire wird ihr Helikopter abgeschossen und das Team wird getrennt. Flynn wird von Milizen gefangen genommen, kann aber befreit werden. Als die B-Company nun den Behälter mit dem Gemisch an Aguire übergeben will, erleben sie eine böse Überraschung: Aguire hat sich mit Kirilenko zusammengetan. Wie sich nun herausstellt, war sein Vater, Thomas Wyatt, damals einer der im Stich gelassenen Kommandosoldaten gewesen. Aguire, der durch Marlowes Fund erfahren hat, dass sein Vater mutwillig in den Tod geschickt worden war, will die Vereinigten Staaten aus Rache auslöschen. Doch Kirilenko, nun im Besitz des Gemisches, benötigt ihn nicht mehr und sticht Aguire hinterrücks nieder. Ehe seine Männer auch die B-Company töten können, erscheint Flynn und greift mit seinem Helikopter an. Die B-Company wird gerettet, Flynns Helikopter wird jedoch von einer Rakete getroffen und explodiert, während Kirilenko flüchtet.
Die Soldaten verfolgen nun Kirilenko zu einer nahen Hafenstadt, die sich mitten im Krieg befindet. Die Soldaten kämpfen sich quer durch die von feindlichen Soldaten und Milizen bewachte Stadt, überleben feindliche Mörserangriffe und erreichen schließlich das Hafengebiet. Dort beobachten sie ein russisches Flugzeug, das seltsamerweise zu glühen anfängt. Die Skalarwaffe befindet sich an Bord dieses Flugzeuges und wird gezündet, während die B-Company hilflos zusehen muss. Nachdem sie der Detonation der Waffe knapp entkommen sind, eilen die Soldaten zum Flugplatz, um das Flugzeug zu kapern, das durch die Detonation überraschend nicht zerstört wurde, da anscheinend alle sich im Zentrum der Waffe befindenden Gegenstände und Lebewesen unbeschädigt bleiben. Es gelingt ihnen, in letzter Sekunde an Bord zu gelangen. Während sich das Flugzeug Texas nähert, überwältigen die Kommandosoldaten die russischen Soldaten an Bord. Kirilenko schließt sich als letzter Überlebender in die geschützte Hochsicherheitskammer mit der Skalarwaffe ein und beabsichtigt, sie über dem Gebiet der USA zu zünden. Wissend, dass die Explosion das Flugzeug zerstören wird, benutzen die Soldaten Sprengstoff, um die Kammer aufzusprengen und dann die Skalarwaffe zu zerstören. Während das schwer beschädigte Flugzeug abstürzt, schnappen sich die Soldaten Fallschirme und springen ab. Als Sweets jedoch gerade Marlowe einen Fallschirm reichen will, springt Kirilenko dazwischen und stürzt, mit Sweets um den letzten Fallschirm ringend, gen Erde. Marlowe springt kurzentschlossen ohne Fallschirm hinterher, während das brennende Flugzeug auseinanderbricht. Er erschießt Kirilenko im freien Fall mit seiner Pistole und schnappt sich den Fallschirm. Wohlbehalten landen sie in einem Feld in Texas und feiern schon genüsslich ihren Sieg. Doch als Braidwood sie dort abholt, hat er schlechte Nachrichten: Die Superwaffe ist zwar zerstört, doch die russische Armee ist soeben in Alaska einmarschiert. Im Abspann sieht man eine Karte Nordamerikas, die zu weiten Teilen von den russischen Streitkräften eingenommen wird. Die Soldaten machen sich scherzend für den Kampf bereit. Die Geschichte wird im noch nicht erschienenen Teil Battlefield: Bad Company 3 fortgesetzt.

## Entwicklung
Die Entwicklung des Spieles begann bereits einige Monate vor der Fertigstellung des Vorgängers Battlefield: Bad Company. Insgesamt dauerte die Entwicklung etwa 18 bis 19 Monate. Die Zahl der Mitwirkenden schwankte in den verschiedenen Entwicklungsstadien, stieg zwischenzeitlich bis auf 70 bis 75 Mitarbeiter.
Die PC- und Konsolen-Versionen wurden parallel entwickelt. Für die PC-Version wurden verschiedene Änderungen vorgenommen, darunter höhere Auflösungen sowie die Möglichkeit der Anpassung von Grafikeinstellungen und Seitenverhältnis. Darüber hinaus bietet die PC-Version Multisampling-Kantenglättung und HBAO (Horizon Based Ambient Occlusion). Neben DirectX 9 werden DirectX 10 und DirectX 11 unterstützt.
Technisches Grundgerüst des Spieles ist die vom Entwickler DICE selbst entwickelte Frostbite-Engine 1.5, die auf die Havok-Physikengine zurückgreift.
Im November 2009 eröffneten die Entwickler einen geschlossenen Betatest des Multiplayer-Teils des Spieles. Teilnahme-Codes waren durch den Vorabkauf bei bestimmen Händlern und bestimmte Mitmach-Aktionen erhältlich.
Am 8. Dezember 2023 wurden die Server für Mehrspielergefechte abgeschaltet.

## Veröffentlichung
Die herunterladbare öffentliche Beta-Version des Spieles wurde bereits in den ersten fünf Tagen über zwei Millionen Mal heruntergeladen, bis Februar gab es über 3,5 Millionen Downloads.
Vorbesteller der Konsolenversion erhielten ebenso wie Käufer der PC-Version sofortigen Zugang zum vierten Mehrspieler-Modus, genannt Squad Rush. Alle anderen Käufer der Konsolenversion mussten 30 Tage warten, bis sie freigeschaltet wird. Eine separat erhältliche „Limited Edition“ des Spieles gibt den Käufern direkten Zugang zu sechs freischaltbaren Gegenständen. Sie ist zum selben Preis erhältlich, jedoch in geringerer Stückzahl.
Die Xbox-360-Version des Spieles erreichte sofort die Spitze der Verkaufscharts in Nordamerika und im Vereinigten Königreich. Die Playstation-3-Version erreichte Platz 4 in Nordamerika und Platz 2 im Vereinigten Königreich, die PC-Version Platz 1 in Nordamerika und im Vereinigten Königreich. Das Spiel war in der Debütwoche der meistverkaufte Software-Titel aller Plattformen in Nordamerika.

## Rezeption
Das Spiel wurde von der Fachpresse sehr positiv bewertet. Die Website Metacritic errechnet aus den Besprechungen der Fachpresse eine durchschnittliche Bewertung von 87 % für die PC-Version, die Konsolenversionen liegen jeweils bei 88 %. Die Vietnam-Erweiterung erzielt auf den Konsolen ebenfalls 88 %, die PC-Version schneidet mit 86 % wieder am schlechtesten ab.
Die Computerzeitschrift GameStar vergab eine hohe Wertung von 90 % für den Mehrspieler-Teil und lobte vor allem die Schlachtfeld-Atmosphäre, zerstörbare Umgebungen und den Sound des Spiels. Bemängelt wurden die teils klobigen Texturen und die Beschränkung auf nur vier Mehrspieler-Modi. Für den Einzelspieler-Teil vergab man dagegen nur eine Wertung von 76 % und kommentierte die Handlung als „unspektakuläres Geballer“ und „genreübliches Pathos“. Bemängelt wird hier vor allem die kurze Spielzeit, fehlende Abwechslung, „dumme“ künstliche Intelligenz der Gegner und der geringe Unterschied zwischen vielen der Waffen.
Erik Brudvig von IGN zeigt sich ebenfalls ein wenig enttäuscht vom Einzelspieler-Teil, lobt aber die Grafik und Atmosphäre. Gelobt wurde auch der Mehrspieler-Teil des Spiels, die Spielmechanik und die Präsentation (Sound, Grafik). Brudvig vergibt eine Note von 8,9 von 10 Punkten und einen „Editor's Choice Award“.
Dan Whitehead von EuroGamer.net lobte die Verbesserungen gegenüber dem Vorgänger, darunter die erweiterten Möglichkeiten, die Spielumgebung zu zerstören und ihre Konsequenzen für den Spieler. Laut Whitehead erreicht und übertrifft Bad Company 2 sogar Call of Duty: Modern Warfare 2, das von ihm als Messlatte genommen wird. Er vergibt eine Wertung von 9/10 Punkten.
Kevin Lunn von Spieletipps.de war ebenfalls vom Einzelspieler-Teil enttäuscht. Dafür lobte er die Grafik und Atmosphäre. Der Online-Modus begeisterte ihn jedoch auch wegen der zerstörbaren Umgebung. Er wertete das Spiel mit einer Wertung von 92 %.
Alexander Boedeker von Gbase bemängelte das etwas arcadelastige Gameplay sowie die geringe Anzahl der mitgelieferten Karten beim Vietnam-DLC. Allerdings überzeugten ihn die zerstörbare Umgebung, der große Fuhrpark sowie die relativ moderaten Hardwareanforderungen. Er bewertete das Spiel mit 8.5 von 10 Punkten.